# Kamil Barbarski
Œuvres principales
Z. Miłoszewski, Les Impliqués, Un fond de vérité, Te souviendras-tu de demain ?
B. Rychter, Le Dernier Jour de juillet
Compléments
http://barbarski.com
Kamil Barbarski, né le 6 décembre 1977  à Przasnysz dans la région de Mazovie en Pologne, est un traducteur, écrivain et dessinateur français d'origine polonaise.

## Biographie
Kamil Erazm Barbarski passe l'essentiel de son enfance entre Pułtusk, petite ville située à une soixantaine de kilomètres au nord de Varsovie, d'où est originaire sa famille, et la capitale polonaise. Sa mère, diplômée de français de l'Université de Varsovie, est fonctionnaire au ministère des postes et télécommunications et son père, diplômé de l'École polytechnique de Varsovie est ingénieur en travaux publics.
À l'âge de 12 ans, sans connaître le français, il arrive en France où ses parents ont décidé de s'établir et s'adapte sans trop de difficultés à la langue et au système scolaire français, tout comme son frère cadet Mikołaj.
Après des études en CPGE scientifique, puis à l'École nationale supérieure d'électronique, informatique, télécommunications, mathématiques et mécanique de Bordeaux et à l'École polytechnique de Montréal, il commence une carrière d'ingénieur en microélectronique travaillant notamment pour Philips, Texas Instruments, ST-Ericsson. Il change à plusieurs reprises de lieu de résidence, vivant notamment en Italie (Milan) et à Antibes.
Parallèlement, il a une activité artistique de dessinateur/graphiste et d'écriture et effectue des traductions du polonais vers le français. Il est lauréat du concours d’écriture du DESS d’édition de la Sorbonne en 2004, puis en 2010 du concours de nouvelles de l'Aleph-Écriture sur le thème « Résistances ».
Depuis 2011, il se consacre uniquement à l'écriture et à la traduction.
En 2015, il est un des participants de l'atelier « Encres fraîches », l'atelier polonais / français de la Fabrique des traducteurs organisé par le Collège international des traducteurs littéraires (CITL) d'Arles.
En 2019, il est lauréat de la 5e édition du « prix Caméléon » prix étudiant du roman étranger traduit en français, qui récompense l'auteur et le traducteur d’un roman étranger contemporain, pour La Rage. Le prix est décerné par un jury de 100 étudiants de l'Université Jean-Moulin-Lyon-III.

## Œuvre

### Traductions
- Zygmunt Miłoszewski, Les Impliqués (Uwikłanie), Mirobole éditions (2013),  (ISBN 979-10-92145-09-0)[2]
édition de poche Pocket no 16160 (coll. Pocket Thriller), 2015  (ISBN 978-2-266-25445-8)
(adaptation cinématographique réalisée en 2011 par Jacek Bromski)
- Bartłomiej Rychter, Le Dernier Jour de juillet (Ostatni dzień lipca), Prisma, 2014  (ISBN 978-2-8104-1287-7)
- Zygmunt Miłoszewski, Un fond de vérité (Ziarno prawdy), Mirobole éditions, 2015  (ISBN 979-10-92145-33-5) [9]
édition de poche Pocket no  (coll. Pocket Thriller), 2016  (ISBN 978-2-266-26368-9)
(adaptation cinématographique (pl) de Borys Lankosz sortie en janvier 2015)
- Rywka Lipszyc, Le Journal de Rywka Lipszyc (The Diary of Rywka Lipszyc)[10], Calmann-Lévy, 2015  (ISBN 978-2-7021-5730-5)
- Szczepan Twardoch, Morphine (Morfina), Noir sur Blanc, 2016  (ISBN 978-2-88250-391-6)
- Zygmunt Miłoszewski, La Rage (Gniew), Fleuve noir, 2016  (ISBN 978-2-265-11622-1)[11]
- Zygmunt Miłoszewski, Inavouable (Bezcenny), Fleuve noir, 2017  (ISBN 978-2-265-11623-8)
- Wojciech Tochman, Eli, Eli, Noir sur Blanc, 2018  (ISBN 978-2-88250-505-7)
- Zygmunt Miłoszewski, Te souviendras-tu de demain ? (Jak zawsze (pl)), Fleuve noir, 2019  (ISBN 978-2-265-14390-6)
- Marcin Wroński, Au nom de l'enquête (A na imię jej będzie Aniela), Actes Sud, 2020  (ISBN 978-2-330-12839-5)
- Jakub Żulczyk, Éblouis par la nuit (en), (Ślepnąc od świateł), Rivages/Noir, 2021  (ISBN 978-2-7436-5292-0)
- Jakub Żulczyk, Feedback (Informacja zwrotna), Rivages/Noir, 2023  (ISBN 978-2-7436-5913-4)
- Jakub Szamałek, Ukryta sieć, Trilogie du darknet :
  - I. - Tu sais qui (Cokolwiek wybierzesz - Qui que tu choisisses), éditions Métailié 2019  (ISBN 979-10-226-1218-0), Points 2022  (ISBN 979-10-226-1230-2) ;
  - II. - Datas sanglantes (Kimkolwiek jesteś - Qui que tu sois),  éditions Métailié 2023  (ISBN 979-10-226-1322-4) ;
  - III. - Saturation totale (Gdziekolwiek spojrzysz - Où que tu regardes), éditions Métailié, 2024  (ISBN 979-10-226-1404-7).